# Quàlia
Quàlia és el nom genèric que, en la filosofia, adopten totes aquelles qualitats afegides, subjectivament, per part de la ment de cada individu, a un moment o experiència conscient. Corresponen a les sensacions i idees qualitatives, com per exemple la percepció exacta d'un color concret o un sentiment. Aquesta experiència és quotidiana i va més enllà de la física o la percepció, passant per la pròpia consciència. Es tracta d'estímuls físics que es transformen en experiències emocionals.

## Característiques
Tot i que el terme quàlia ja va sorgir amb Galileu i Descartes, Daniel Dennett és el psicòleg cognitiu i filòsof que ha intentat delimitar aquest concepte, a través d’investigació i estudis que han donat com a resultat llibres com Quining Qualia o The Nature of Consciousness.
Galileu i Descartes van definir els dos grans grups de quàlia; els quàlia primaris, fan referència a tot el que podem percebre de forma objectiva, com ara, la mida d’un objecte o la seva forma; els quàlia secundaris, són els generadors d’experiències subjectives.
Dennett, per la seva banda, determina un seguit de característiques dels quàlia, establint que parteixen d’un estímul i no d’un aprenentatge, així com tampoc provenen de l’experiència personal o la memòria de l’individu. Ell mateix els caracteritza com a inefables, donada la seva natura subjectiva no es poden comunicar a d'altres; intrínsecs, perquè no canvien segons la relació amb altres continguts mentals o exteriors; privats i immediatament perceptibles per la consciència